# Coelogyne venusta
Coelogyne venusta Rolfe, 1904 è una pianta della famiglia delle Orchidacee endemica del Borneo.

## Descrizione
È un'orchidea di medie dimensioni a crescita epifita, ed occasionalmente litofita. C. nitida presenta pseudobulbi sottili, di forma ovoidale, eretti o ascendenti, superficialmente scanalati che portano 2 foglie picciolate, piuttosto rigide, di forma variabile da ellittica a ovata a lineare, acute all'apice, profondamente plicate. La fioritura avviene per un lungo periodo, dall'autunno alla primavera mediante un'infiorescenza racemosa, derivante da uno pseudobulbo di nuova crescita, da eretta a ricadente,  lunga in media 50 centimetri, portante da 16 fino a 35 fiori. Questi sono grandi in media 3 - 3,5 centimetri, sono di colore bianco soffuso di rosa e hanno sepali ovato-lanceolati più grandi dei petali che sono di forma lanceolata, molto acuta; il labello è trilobato.

## Distribuzione e habitat
Pianta endemica dell'isola del Borneo, in particolare di Sarawak, Sabah e Brunei, dove cresce in collina e montagna, epifita sugli alberi della foresta montana tropicale o litofita su affioramenti di scisto e arenaria in posizioni sommitali, dagli 800 ai 2350 metri sul livello del mare.

## Coltivazione
Queste piante sono meglio coltivate in vaso, in terreno di media consistenza e ben drenato, come le cortecce d'abete. Richiedono una posizione luminosa, ma in ombra, temendo la piena luce del sole con temperature fresche, da aumentare nel periodo della fioritura.